# 綠丘車站 (北海道)
綠丘車站（日语：／ Midorigaoka eki */?）是一由北海道旅客鐵道（JR北海道）所經營的鐵路車站，位於日本北海道旭川市境內，是地方交通線富良野線沿線一個無人駐守的小站，由JR北海道旭川支社負責管轄。
綠丘車站是在1996年時，因為當地居民的請願而設置的車站，是富良野沿線僅有的新設車站（撇開臨時車站的薰衣草花田車站不計）。

## 車站構造
綠丘是一個僅設有一座側式月台、一條乘車線的地面車站，沒有獨立的站房，僅在月台上設置了一座小型候車室，並在候車室內設置簡易型的自動售票機提供基本票務服務。

## 車站周邊
車站前有一個小型的單車停車場。在富良野線以東是旭川南郊主要的住宅區，而鐵路線以西、在日本國道237號與美瑛川之間的狹長地帶則可以見到許多汽車展示間、維修廠與貨運公司調度站之類的大型設施。包括北海道旭川南高等學校、北海道旭川工業高等學校等附近主要的中等教育設施，需從車站徒步行走約20分鐘。而本車站亦是距離旭川醫科大學最近的車站。
在綠丘車站以南的國道237號沿線，有不少例如大賣場之類的大型商業設施。
- 國道237號
- 北海道道90號旭川環狀線（日语：北海道道90号旭川環状線）
- 旭川醫科大學、旭川醫科大學醫院（日语：旭川医科大学病院）
- 旭川市立綠丘小學、綠丘中學
- 道北巴士（日语：道北バス）「神樂岡14条9丁目」巴士站

## 歷史
- 1996年（平成8年）9月1日：因當地居民請願，以JR北海道車站的身份開始營運，提供客運服務。

## 相鄰車站
北海道旅客鐵道（JR北海道）
■富良野線
西御料（F31）－綠丘（F30）－神樂岡（F29）

## 外部連結
- （日語）綠丘車站（JR北海道旭川支社）
- （日語）全驛參觀之旅 （页面存档备份，存于）

43°43′51.87″N 142°21′56.52″E / 43.7310750°N 142.3657000°E